# Retshidisitswe Mlenga
Retshidisitswe Mlenga (* 27. Februar 2000) ist ein südafrikanischer Leichtathlet, der sich auf den Sprint spezialisiert hat.

## Sportliche Laufbahn
Erste Erfahrungen bei internationalen Meisterschaften sammelte Retshidisitswe Mlenga im Jahr 2017, als er bei den U18-Weltmeisterschaften in Nairobi in 21,03 s die Goldmedaille im 200-Meter-Lauf gewann und sich über 100 Meter in 10,61 s die Silbermedaille sicherte. Zudem gewann er in der Mixed-Staffel über 4-mal 400 Meter in 3:24,45 min die Bronzemedaille. Im Jahr darauf wurde er auf das anabole Steroid Stanozolol getestet und daraufhin mit einer vierjährigen Wettkampfsperre belegt. 2025 siegte er in 9,99 s im 100-Meter-Lauf im B-Lauf bei den Raiffeisen Austrian Open Eisenstadt und blieb damit erstmals regulär unter der 10-Sekunden-Marke. Kurz darauf gewann er bei den World University Games in Bochum mit der 4-mal-100-Meter-Staffel in 38,80 s die Silbermedaille hinter dem südkoreanischen Team.
2025 wurde Mlenga südafrikanischer Meister in der 4-mal-100-Meter-Staffel.

## Persönliche Bestzeiten
- 100 Meter: 9,99 s (+0,9 m/s), 23. Juli 2025 in Eisenstadt
- 200 Meter: 20,79 s (+1,0 m/s), 27. Januar 2024 in Pretoria